# Canton de Montreuil-2
Le canton de Montreuil-2 est une circonscription électorale française située dans le département de la Seine-Saint-Denis et la région Île-de-France.

## Histoire
- Histoire des cantons de Montreuil.

Voir Canton de Montreuil-1.
- Un nouveau découpage territorial de la Seine-Saint-Denis entre en vigueur à l'occasion des premières élections départementales suivant le décret du 21 février 2014[1]. Les conseillers départementaux sont, à compter de ces élections, élus au scrutin majoritaire binominal mixte. Les électeurs de chaque canton élisent au Conseil départemental, nouvelle appellation du Conseil général, deux membres de sexe différent, qui se présentent en binôme de candidats. Les conseillers départementaux sont élus pour 6 ans au scrutin binominal majoritaire à deux tours, l'accès au second tour nécessitant 12,5 % des inscrits au 1er tour. En outre, la totalité des conseillers départementaux est renouvelée. Ce nouveau mode de scrutin nécessite un redécoupage des cantons dont le nombre est divisé par deux avec arrondi à l'unité impaire supérieure si ce nombre n'est pas entier impair, assorti de conditions de seuils minimaux[2]. En Seine-Saint-Denis, le nombre de cantons passe ainsi de 40 à 21.

Le canton de Montreuil-2 est créé par ce décret. Il est formé d'une fraction de la commune de Montreuil. Il est entièrement inclus dans l'arrondissement de Bobigny. Le bureau centralisateur est situé à Montreuil.

## Représentation
| Période élective | Période élective | Mandat | Mandat   | Identité            | Nuance | Nuance | Qualité |
| ---------------- | ---------------- | ------ | -------- | ------------------- | ------ | ------ | --- |
| 2015             | 2021             | 2015   | 2021     | Mme Dominique Attia |        | FG     | Salariée dans une société d'ingénierie du bâtiment Adjointe au Maire de Montreuil (2005 → 2008 et 2014 → ) |
| 2015             | 2021             | 2015   | 2021     | Belaïde Bedreddine  |        | PCF    | Formateur pour adultes handicapés Adjoint au Maire de Montreuil (depuis 2014) Président du SIAAP (2015-2021) Ancien conseiller général du canton de Montreuil-Ouest (2011-2015) Vice-président du conseil départemental (depuis 2015) |
| 2021             | 2028             | 2021   | en cours | Belaïde Bedreddine  |        | PCF    | Adjoint au Maire de Montreuil Vice-président du conseil départemental |
| 2021             | 2028             | 2021   | en cours | Tessa Chaumillon    |        | EELV   | Professeure de droit et d'économie, Montreuil |

### Résultats détaillés

#### Élections de mars 2015
À l'issue du 1er tour des élections départementales de 2015 où sept binômes étaient candidats, dont cinq à gauche, deux binômes sont en ballottage : Dominique Attia et Belaïde Bedreddine (FG, 23,16 %) et Florence Frery et Djamal Leghmizi (Union de la Gauche, 21,89 %). Le taux de participation est de 38,61 % (12 573 votants sur 32 564 inscrits) contre 36,83 % au niveau départemental et 50,17 % au niveau national. 
Au second tour, Dominique Attia et Belaïde Bedreddine (FG) sont élus avec 59,26 % des suffrages exprimés et un taux de participation est de 31,90 % (5 265 voix pour 10 388 votants et 32 564 inscrits).

#### Élections de juin 2021
Le premier tour des élections départementales de 2021 est marqué par un très faible taux de participation (33,26 % au niveau national). Dans le canton de Montreuil-2, ce taux de participation est de 28,26 % (9 761 votants sur 34 545 inscrits) contre 24,35 % au niveau départemental. À l'issue de ce premier tour, deux binômes sont en ballottage : Belaïde Bedreddine et Tessa Chaumillon (Union à gauche avec des écologistes, 54,77 %) et Agathe Lescure et Patrick Pierron (DVG, 21,91 %).
Le second tour des élections est marqué une nouvelle fois par une abstention massive équivalente au premier tour. Les taux de participation sont de 34,36 % au niveau national, 26,47 % dans le département et 30,32 % dans le canton de Montreuil-2. Belaïde Bedreddine et Tessa Chaumillon (Union à gauche avec des écologistes) sont élus avec 70,5 % des suffrages exprimés (6 547 voix pour 10 479 votants et 34 560 inscrits),,.

## Composition
| Nom                               | Code Insee | Intercommunalité         | Superficie (km2) | Population (dernière pop. légale)                 | Densité (hab./km2) | Modifier                                    |
| --------------------------------- | ---------- | ------------------------ | ---------------- | ------------------------------------------------- | ------------------ | ------------------------------------------- |
| Montreuil (bureau centralisateur) | 93048      | Métropole du Grand Paris | 8,92             | Fraction : 64 565 (2022) Commune : 110 758 (2022) | 12 417             | modifier les données · modifier les données |
| Canton de Montreuil-2             | 9313       |                          |                  | 64 565 (2022)                                     |                    | modifier les données                        |

Le canton de Montreuil-2 comprend la partie de la commune de Montreuil non incluse dans le canton de Montreuil-1, soit celle située au sud d'une ligne définie par l'axe des voies et limites suivantes : depuis la limite territoriale de la commune de Bagnolet, rue d'Alembert, rue de Paris, place Jacques-Duclos, avenue de la Résistance, rue Ariste-Hémard, boulevard Rouget-de-Lisle, rue Mériel, avenue de la Résistance, rue Rabelais, rue Victor-Hugo, avenue Pasteur, place Jean-Jaurès, avenue Walvein, rue Franklin, place de l'Église, rue de Romainville, rue Pépin, rue Dombasle, rue Rochebrune, rue des Néfliers, avenue Paul-Signac, rue de Rosny, autoroute A 186, rue Émile-Beaufils, rue des Roches, rue Édouard-Branly, rue de la Montagne-Pierreuse, rue de l'Acacia, rue des Roches, rue de Rosny, jusqu'à la limite territoriale de la commune de Rosny-sous-Bois.

## Démographie
En 2022, le canton comptait 64 565 habitants, en évolution de +2,08 % par rapport à 2016 (Seine-Saint-Denis : +4,67 %, France hors Mayotte : +2,11 %).
| 2013   | 2018   | 2022   |
| ------ | ------ | ------ |
| 60 122 | 64 174 | 64 565 |